# رايموند جونستون
رايموند جونستون (بالإنجليزية: Raymond Johnston)‏ هو سياسي أمريكي، ولد في 6 أكتوبر 1960. حزبياً، نشط في الحزب الديمقراطي.